# Mistrzostwa Polski w Judo 2016
Mistrzostwa Polski w Judo 2016 – 60. edycja mistrzostw, która odbyła się w Katowicach w dniach 22 – 23 października 2016 roku. 

## Medaliści

### Kobiety
| Kategoria:    | Złoto:                               | Srebro:                               | Brąz:                                                                      |
| do 48 kg      | Ewa Konieczny (Czarni Bytom)         | Joanna Stankiewicz (AZS AWF Warszawa) | Katarzyna Wiszniewska (UKS 6 Piła) przyznano jeden medal                   |
| do 52 kg      | Agata Perenc (Polonia Rybnik)        | Karolina Pieńkowska (AZS UW Warszawa) | Monika Karkoszka (AZS AWFiS Gdańsk) Dorota Smorzewska (Sensei Płock)       |
| do 57 kg      | Julia Kowalczyk (Polonia Rybnik)     | Anna Dąbrowska (Juvenia Wrocław)      | Anna Borowska (Kejza Team Rybnik) Monika Chróścielewska (AZS AWFiS Gdańsk) |
| do 63 kg      | Agata Ozdoba-Błach (AZS AWF Wrocław) | Karolina Tałach (Wybrzeże Gdańsk)     | Dominika Błach (Gwardia Opole) Marta Wykupil (Czarni Bytom)                |
| do 70 kg      | Urszula Hofman (Juvenia Wrocław)     | Sandra Lickun (AZS UW Warszawa)       | Karolina Miller (AZS AWFiS Gdańsk) Justyna Śliwa (UKJ ASzWoj Warszawa)     |
| do 78 kg      | Paula Kułaga (TDK Trzcianka)         | Beata Pacut (Czarni Bytom)            | Paulina Dziopa (Czarni Bytom) przyznano jeden medal                        |
| powyżej 78 kg | Anna Załęczna (Judo Toruń)           | Joanna Jaworska (AZS AWFiS Gdańsk)    | Anita Formela (Conrad Gdańsk) Katarzyna Madajewska (AZS AWFiS Gdańsk)      |

### Mężczyźni
| Kategoria:     | Złoto:                                | Srebro:                                | Brąz:                                                                      |
| do 60 kg       | Adrian Wala (AZS AWF Katowice)        | Bartłomiej Garbacik (AZS AWF Katowice) | Michał Dyba (MaKo Judo Wrocław) Sebastian Sojka (Gwardia Bielsko-Biała)    |
| do 66 kg       | Michał Bartusik (Millennium Rzeszów)  | Arkadiusz Makarewicz (Gwardia Wrocław) | Aleksander Beta (Gwardia Łódź) Jakub Zięć (AZS UW Warszawa)                |
| do 73 kg       | Wiktor Mrówczyński (AZS AWF Katowice) | Jacek Brysz (AZS AWF Katowice)         | Krzysztof Wiłkomirski (Judo Legia Warszawa) Paweł Zagrodnik (Czarni Bytom) |
| do 81 kg       | Jakub Kubieniec (AZS AWF Katowice)    | Łukasz Błach (Śląsk Wrocław)           | Karol Kurzej (Gwardia Wrocław) Aleksander Wrona (Wisła Kraków)             |
| do 90 kg       | Piotr Kuczera (Kejza Team Rybnik)     | Patryk Ciechomski (AZS AWF Katowice)   | Jakub Ozimek (AZS AWF Warszawa) Maciej Tworzydło (Judo AZS Opole)          |
| do 100 kg      | Mariusz Krueger (Gwardia Warszawa)    | Kamil Niedziela (AZS Gliwice)          | Patryk Broniec (UKJ 225 Warszawa) Kacper Larem (Judo Legia Warszawa)       |
| powyżej 100 kg | Tomasz Domański (AZS AWFiS Gdańsk)    | Tomasz Tałach (Wybrzeże Gdańsk)        | Kamil Grabowski (Czarni Bytom) Damian Nasiadko (Wybrzeże Gdańsk)           |